# مصفوفة الإرباك
مصفوفة الثقة أو الإرباك أو التشويش أو الخطأ في مجال التعلّم الآلي وتحديدا مشكلة التصنيف الإحصائي، هي تخطيط جدولي معين يسمح بتصور أداء خوارزمية. عادةً ما تكون خوارزمية التعليم المراقب (وتسمى في التعلم غير المراقب باسم مصفوفة المطابقة). يُمثل كل صف من المصفوفة حالات الفئة المتوقعة بينما يمثل كل عمود حالات الفئة الفعلية (أو العكس بالعكس). وينبع الاسم من حقيقة أنه يجعل من السهل رؤية ما إذا كان النظام مرتبكا بين الفئتين (أي يخطئ بين أحد الفئتين على أنها الأخرى).

## مثال
لنفترض أن هناك خوارزمية تصنيف تم تدريبها على التمييز بين صور القطط و الكلاب، مصفوفة الإرباك الخاصة بها تمكننا من قياس مدى فعالية و صحة الخوارزمية في التصنيف. لنفترض أننا إعتمدنا مجموعة مكونة من 13 حيوانا منهم 8 قطط و 5 كلاب، مصفوفة الإرباك الناتجة عن تصنيف المجموعة هي كالتالي:
|                                 |     | الصنف الفعلي | الصنف الفعلي |
| قط                              | كلب |              |              |
| ------------------------------- | --- | ------------ | ------------ |
| الصنف المتنبئ به حسب الخوارزمية | قط  | 5            | 2            |
| الصنف المتنبئ به حسب الخوارزمية | كلب | 3            | 3            |

كما يتبين في المصفوفة، من أصل 8 قطط تمكنت الخوارزمية من تصنيف 5 قطط و أخطأت في تصنيف 3 قطط حيث ٱعتبرتهم كلابا. كذلك بالمثل أصابت الخوارزمية في تصنيف 3 كلاب من أصل 5 و أخطأت في تصنيف الكلبين المتبقيين في المجموعة حيث ٱعتبرتهم قططا. و بالتالي فالتصانيف الصحيحة التي قامت بها الخوارزمية تتواجد في قطري المصفوفة (الأرقام المكتوبة بخط عريض و تحتها خط) أما الأرقام الأخرى فهي تمثل أخطاء التصنيف التي قامت بها الخوارزمية.